# Igor Spasovchodskij
Igor Igorevič Spasovchodskij (rusky Игорь Игоревич Спасовходский; * 1. srpna 1979, Moskva) je ruský atlet, který se v roce 2005 stal v Madridu halovým mistrem Evropy v trojskoku. O čtyři roky později na halovém ME v Turíně vybojoval bronz. Má také stříbro z evropského šampionátu do 23 let z roku 2001.

## Kariéra
V roce 2000 reprezentoval na letních olympijských hrách v australském Sydney, kde nepostoupil z kvalifikace. O osm let později na olympiádě v Pekingu obsadil ve finále výkonem 16,79 m 9. místo. Na Mistrovství světa v atletice 2009 v Berlíně skončil sedmý.

### Edmonton 2001
Jeden z největších úspěchů na mezinárodní scéně zaznamenal v roce 2001 na světovém šampionátu v kanadském Edmontonu. V úvodních čtyřech pokusech předvedl nejdelší ve čtvrté sérii, kdy doletěl do vzdálenosti 16,89 metru, což ho řadilo na 5. místo. V předposlední, páté sérii si však vytvořil výkonem 17,44 m nový osobní rekord a posunul se na třetí místo. V posledních pokusech se již nikdo nezlepšil a Spasovchodskij vybojoval bronzovou medaili.

## Osobní rekordy
- hala – 17,31 m – 11. března 2006, Moskva
- venku – 17,44 m – 6. srpna 2001, Edmonton